# 歐洲委員會法規
歐洲委員會法規（Statute of the Council of Europe），又稱1949年倫敦條約（英語：Treaty of London (1949)）是1949年簽署的一項條約，建立了歐洲委員會（Council of Europe）。原來的簽署國有比利時、丹麥、法國、愛爾蘭共和國、意大利、盧森堡、荷蘭、挪威、瑞典和英國。現有46個締約國。現在是常被稱為歐洲委員會的成文法。

## 外部連結
- Statute of the Council of Europe （页面存档备份，存于）